# Noah Weißhaupt
Noah Raphael Weißhaupt (* 20. September 2001 in Rostock) ist ein deutscher Fußballspieler. Weißhaupt spielt seit seiner Kindheit für den SC Freiburg, für dessen erste Mannschaft er 2021 in der Bundesliga debütierte. Er war zudem deutscher Nachwuchsnationalspieler.

## Karriere

### Verein
Noah Weißhaupt ist der Sohn des ehemaligen Fußball-Bundesligaspielers Marco Weißhaupt, der 101 Spiele (9 Tore) in der höchsten deutschen Spielklasse für den Hamburger SV, für den SC Freiburg und für Hansa Rostock absolvierte, sowie Enkel des DDR-Oberligaspielers Jörg Weißhaupt. Er wurde in Rostock geboren, als sein Vater in der Saison 2001/02 beim FC Hansa unter Vertrag stand. Der erste Fußballverein des Sohnemanns war der SV Kappel in Freiburg, von dem er später innerhalb der Stadt zum SV Ebnet wechselte. 2012 trat Weißhaupt der Freiburger Fußballschule, dem Nachwuchsleistungszentrum des SC Freiburg, bei und durchlief sämtliche Jugendmannschaften des SCF. Parallel dazu besuchte er die örtliche die Max Weber-Schule. Zur Saison 2020/21 stieg er in die zweite Mannschaft auf, nachdem er altersbedingt den Jugendmannschaften entwachsen war, und eroberte sich in der Reserve des SC Freiburg einen Stammplatz. Mit dieser stieg Noah Weißhaupt in die 3. Liga auf. Am 11. September 2021 debütierte er im Alter von 19 Jahren in der Bundesliga, als er beim 1:1-Unentschieden am vierten Spieltag der Saison 2021/22 im Heimspiel gegen den 1. FC Köln in der 87. Minute für Lukas Kübler eingewechselt wurde. Im Mai 2023 stand Noah Weißhaupt gegen RB Leipzig das erste Mal in der Startelf. Im Sommer 2023 verlängerte er seinen Vertrag in Freiburg vorzeitig. Am 10. Spieltag der Saison 2023/24 beim 3:3-Unentschieden gegen Borussia Mönchengladbach erzielte Weißhaupt mit dem Anschlusstreffer zum 2:3 sein erstes Bundesligator und traf fünf Tage später beim 5:0-Heimsieg gegen TSC Backa Topola auch in der Europa League.
Am 2. Januar 2025 gab der FC St. Pauli bekannt, dass Weißhaupt bis zum Ende der Saison 2024/2025 auf Leihbasis zum Hamburger Stadtteilclub wechselt. Mit dem Ende der Leihfrist kehrte er nach Freiburg zurück.

### Nationalmannschaft
Am 15. November 2018 lief Noah Weißhaupt beim 1:0-Sieg im Freundschaftsspiel in Geroskipou gegen Zypern zum ersten und einzigen Mal für die deutsche U18-Nationalmannschaft auf. Knapp zwei Jahre später, am 3. September 2020, folgte sein erstes Spiel für die U20-Nationalmannschaft, als er beim 1:2 im Edmund-Plambeck-Stadion in Norderstedt gegen Dänemark zum Einsatz kam. Insgesamt absolvierte Weißhaupt für diese Altersklasse vier Länderspiele.
Deutschland schied bei der U21-EM 2023 in der Vorrunde aus, Weißhaupt kam in allen drei Partien zum Einsatz. Anschließend war er aus Altersgründen nicht mehr für die U21 spielberechtigt.